# Gampsocera lissoxantha
Gampsocera lissoxantha är en tvåvingeart som beskrevs av Mario Bezzi 1928. Gampsocera lissoxantha ingår i släktet Gampsocera och familjen fritflugor.
Artens utbredningsområde är Fiji. Inga underarter finns listade i Catalogue of Life.